# Mads Emil Madsen
Mads Emil Møller Madsen, född 14 januari 1998, är en dansk fotbollsspelare som spelar för AGF.

## Karriär
Madsen spelade som ung för Gl. Rye IF, där hans far var tränare. Som 13-åring gick Madsen till Silkeborg. I oktober 2016 skrev han på sitt första professionella kontrakt med klubben. Madsen debuterade i Superligaen den 10 december 2016 i en 1–1-match mot Lyngby BK, där han blev inbytt i den 87:e minuten mot Sammy Skytte. I februari 2020, 22 år gammal, blev Madsen utsedd till ny lagkapten i Silkeborg.
Den 29 juni 2020 värvades Madsen av österrikiska LASK, där han skrev på ett fyraårskontrakt. Den 5 juli 2021 värvades Madsen av tjeckiska Slavia Prag, där han skrev på ett 4,5-årskontrakt. Den 1 juli 2022 återvände Madsen till Danmark och skrev på ett kontrakt fram till 2026 med AGF.